# Fables
Fables — серия комиксов, создателем и сценаристом которой является Билл Уиллингем (англ. Bill Willingham). Сюжет комикса разворачивается вокруг жизни персонажей народных сказок и произведений фольклора, называющих себя «Сказаниями» (Fables) соответственно, которые были изгнаны из своих родных краёв войсками «таинственного Врага» (The Adversary). По пришествии в наш земной мир герои сформировали собственное тайное сообщество в городе Нью-Йорке, назвав его «Фэйблтаун/Сказкитаун» (Fabletown). Сказки, оказавшиеся неспособными ужиться в обществе людей (монстры и прочие не антропоморфные существа), живут на так называемой «Ферме» (the Farm), которая находится на северной окраине штата Нью-Йорк. Издательством комикса занимается дочернее издательство Vertigo, принадлежащее DC Comics.

## Основная серия
Уиллингем переосмыслил многих классических персонажей сказок, повернув их другим углом читателю, например, развод Белоснежки с Прекрасным принцем произошёл из-за неверности последнего. Другим примером может служить один из главных героев комикса — Большой Серый Волк или, как он зовёт себя, Бигби, который не только получил способность принимать человеческое обличье, сохраняя возможность вернуться в шкуру зверя, но и стал шерифом Фэйблтауна, пытаясь тем самым искупить своё тёмное прошлое.
Жанровая принадлежность ранних эпизодов разнится: от классической криминальной прозы с мистическим убийством до триллера, в котором главные герои впутываются в таинственный клубок заговора. Недавно Уиллингем ясно дал понять, что он привёл серию комиксов к произраильской стезе, заявляя свою позицию таким образом: «С политической точки зрения я бешеный произраилист, так что комикс, как метафора, был предназначен именно для этого». Однако Уиллингем дополняет: «Насколько политика собирается вторгнуться в „Сказки“, настолько и я готов на это пойти. Ведь невозможно всегда и всецело удерживать политику в стороне. Все мы — политические создания, согласны мы с этим или нет. <…> Да, безусловно, серия никогда не станет политическим трактатом, но одновременно с этим она никогда не исключит тот факт, что все её герои имеют свои моральные и нравственные основания, и мы не будем извиняться за это».
Разные художники работали и работают над иллюстрированием серии. До недавнего времени рисованием обложек выпусков занимался Джеймс Джин (James Jean), который покинул проект после восемьдесят первого выпуска. Сейчас над этим работает Жоао Руас (João Ruas). Рисованием же самого комикса, его «внутренностей» в основном занимается Марк Бакингем (Mark Buckingham), который и будет продолжателем истории Сказаний, если Уиллингем не будет способен на это в будущем. Также в число художников входят: Брайан Талбот, Лан Медина, Филип Крейг Рассел, Майк Аллред, Крейг Хамильтон и Лина Медли.
В ноябре 2013 создателями комикса было объявлено, что серия закончится со сто пятидесятым выпуском в начале 2015 года.
В 2021 году было сообщено, что в мае 2022 года выйдет 151 выпуск.

## Спин-оффы
Серия комиксов «Сказочный Джек» (Jack of Fables), сюжет которой главным образом разворачивается вокруг Джека Хорнера (Jack Horner), является спин-оффом основного комикса. Первый выпуск Сказочного Джека состоялся в июле 2006 года и последовал за тридцать пятым выпуском основной серии: «Джек, будь ловким», вторая часть" ("Jack Be Nimble" part 2). Серия написана совместными усилиями Билла Уиллингема и бывшего участника писательского коллектива Clockwork Storybook Мэтью Стургеса. Пятидесятый выпуск, вышедший в марте 2011 года, стал последним и завершил серию.
«Литералы» (The Literals) — мини-серия комиксов, состоящая из трёх выпусков. Она включает в себя одну треть «Великого кроссовера Сказаний» (The Great Fables Crossover). Комикс также написан Уиллингемом и Стургесом совместно и публиковался с апреля до июня 2009 года.
«Тысяча и одна Ночь Снегопада» (1001 Nights of Snowfall), написанная Биллом Уиллингемом, является приквелом к основной серии. Она была выпущена в твёрдом переплёте 18 октября 2006 года.
«Питер и Макс: Новелла о Сказаниях» (Peter and Max: A Fables Novel) — это иллюстрированный роман, рассказывающий о Питере Пайпере (Peter Piper), его жене Бо Пип (Bo Peep) и брате Максе (Max), который позже станет известен как Гамельнский крысолов (Pied Piper). Произведение было написано Уиллингемом и иллюстрировано Стивом Леяйаолой. Оно доступно в твёрдом и бумажном переплётах, а также в виде аудиокниги и включает в себя краткий комикс о приключениях Питера и Бо Пайперов после событий, описанных в романе.
Ещё одним ответвлением от основной серии является мини-серия комиксов «Золушка: Из Фэйблтауна с Любовью» (Cinderella: From Fabletown With Love), анонсированная на San Diego Comic-con в 2008 году. Мини-серия была написана писателем Крисом Роберсоном (Chris Roberson), который является другом Уиллингема и Стургеса по Clockwork Storybook. Созданием обложки занимался Крисси Зулло (Chrissie Zullo), Шон МакМанус (Shawn McManus) был иллюстратором самого комикса, который, согласно Comic Book Resources, «отвечает на вопрос: что же случилось с волшебной феей из сказки „Золушка“». Сам же Роберсон заявляет: "Мини-серия существует на стыке «На секретной службе Её Величества» и «Секса в большом городе». Заключительный эпизод комикса был выпущен в апреле 2010 года.
Анонсированная на San Diego Comic-con в 2009 году, графическая новелла «Сказания: Оборотни из глубинки» (Fables: Werewolves of the Heartland) так же была написана Биллом Уиллингемом и нарисована Крейгом Хамильтоном и Джимом Ферном (Jim Fern). Чуть позже, в ноябре 2012 года, книга вышла в твёрдом переплёте.
«Золушка: Сказки вечны» (Cinderella: Fables are Forever), являющаяся сиквелом к выпущенной до этого мини-серии «Золушка: Из Фэйблтауна с Любовью» (Cinderella: From Fabletown With Love), состояла из шести выпусков и была напечатана в середине 2011 года.
В 2011 году на San Diego Comic-con Уиллингем объявил о начале новой серии комиксов, названной «Прекрасней всех на свете» (Fairest), которая расскажет читателю о жизни таких представительниц слабого пола в Фэйблтауне, как Красавица (Beauty), Рапунцель (Rapunzel) и Золушка (Cinderella). Серия дебютировала с первым выпуском, вышедшим 7 марта 2012 года, который был написан самим Уиллингемом и нарисован Филом Хименесом (Phil Jimenez). Последующие эпизоды серии будут переданы в руки писателей, которых выберет сам Уиллингем.
Вышедшая 11 октября 2013, компьютерная игра The Wolf Among Us, разработкой которой занималась студия Telltale Games, основана на серии комиксов «Сказания» (Fables) и полностью воспроизводит героев, сюжет и сеттинг комикса. Позднее, по этой игре с 10 декабря 2014 года по 9 ноября 2015 года выходил комикс под названием «Fables: The Wolf Among Us».
В 2024 году планируется выход продолжения в виде компьютерной игры The Wolf Among Us 2.

## Персонажи
- Бигби (Bigby) — главный герой, шериф Фэйблтауна, ветеран Второй мировой войны, знаменитый Большой и Страшный Серый Волк. В комиксе выступает в альтернативном амплуа, Уиллингем изображает его как умного и сильного защитника, который хоть и обладает скверным характером, все же не лишён благородства и верности. Бигби наделён отличной смекалкой, большой физической силой и невозмутимым нравом и хладнокровием. Также в некоторых спецвыпусках Уиллингем постарался объяснить причины агрессивного поведения Волка: он родился от союза Северного ветра (существа, способного менять свой облик — отсюда способность превращаться в человека) и белой волчицы Зимы, и был самым маленьким и самым слабым щенком в помёте, за что был прозван своими братьями и сёстрами Бигби (англ. Bigby — Big Bad, Большой и Злой). Отец оставил семью, а мать вскоре умерла, и в то время, как остальные щенки отправились учиться мастерству своего отца, Бигби возненавидел его и поклялся отомстить. Он питался людьми, чтобы стать больше и сильнее. Во время Исхода Бигби познакомился с пленённой Белоснежкой, в которую сразу же влюбился. Уже в Фэйблтауне он проявлял к ней поначалу тщетные знаки внимания, но затем ему удалось завоевать сердце красавицы, и впоследствии жениться на ней и завести полноценную семью со своим домом и шестерыми детьми-оборотнями (как выяснилось позже, детей было семеро). Много курит, чтобы заглушить сильные запахи города, боится высоты и принципиально не учится водить машину.
- Белоснежка (Snow White) — главная героиня, помощница мэра. Является первой женой Прекрасного Принца (другие две — Спящая красавица и Золушка), с которым развелась из-за измены Принца с её сестрой, Розой Алой (Rose Red). В отличие от классической истории, Белоснежка в комиксе выступает не как принцесса по крови, а как принцесса по браку. Изначально она была дочерью крестьянина, однако сюжет о злой мачехе был сохранён. Гномы в судьбе Белоснежки сыграли роковую роль: злобные карлики издевались, избивали и регулярно насиловали девушку, а также заставляли её заниматься тяжёлой работой. После замужества Белоснежка попросила у Принца уроки фехтования, и по мере её обучения одни за другим гномы были насмерть изрезаны рапирой. Скорее всего, это дело рук Белоснежки, однако нигде нет прямых упоминаний об этом. В комиксе Белоснежка представлена несколько иначе: она умная, хитрая, местами стервозная, сильная личность. Так, во время битвы за Сказкитаун, Белоснежка бросается к внезапно вернувшемуся на помощь Бигби и прямо посреди битвы обнимает его и заливается слезами. После рождения детей от Бигби характер Белоснежки постепенно смягчается. Неравнодушие к Бигби проявляется почти сразу, однако девушка опасается мнения общества, так как он — не прекрасный принц, с которыми должны быть принцессы. Тем не менее, в конечном итоге, с подачи Розы, Белоснежка принимает его любовь.
- Роза Алая (Rose Red) — родная сестра Белоснежки. Вероятно, мотив о двух сёстрах является интерпретацией сказки о Белоснежке и Краснозорьке (Беляночке и Розочке). В начале комикса Роза изображена как типичная прожигательница жизни: беспорядочные половые связи, вечеринки, алкоголь и наркотики являлись обычным делом для неё. Роза — ветреная, вспыльчивая, ушлая, но умная и отзывчивая особа. Завидует своей сестре и часто пытается ей насолить, именно по этой причине переспала с Принцем. Тем не менее, сильно привязана к сестре и искренне любит и переживает за неё. С развитием сюжета также переживает трансформацию характера, найдя себя лидером Фермы.
- Прекрасный Принц (Prince Charming)  — житель Фэйблтауна, впоследствии — мэр. На смену благородному спасителю из сказок пришёл легкомысленный и любвеобильный подлец. Принц ищет способ перехватить власть и стать правителем Фэйблтауна, попутно соблазняя красоток, в том числе и среди «простаков». Все свои действия совершает из корыстных побуждений, часто манипулирует девушками для достижения цели. Придя к власти, становится не очень-то мудрым политиком, однако и тут ему помогает выйти сухим его хитрость.
- Красавица (Beauty) — героиня сказки о красавице и чудовище. Красивая и обаятельная девушка, привыкшая к роскоши. Для неё важным является поддержание статуса и благосостояния. После того, как к власти пришёл Принц, становится помощницей мэра. После попытки Принца завязать роман с Красавицей, грубо отказывает ему, сохраняя верность Чудовищу. Их отношения являются примером идеальных отношений для всех жителей Сказкитауна, и даже Белоснежка по-своему завидует Красавице в том, что её брак после нескольких веков по-прежнему сохраняет романтику и новизну. Ближе к концу комикса рожает ребёнка от Чудовища, который, в свою очередь, обладает сверхъестественными способностями и странной внешностью.
- Чудовище (Beast) — муж Красавицы, в дальнейшем — шериф Фэйблтауна. Наделён огромной физической силой. Верен жене и сильно ревнив. Их связь с Красавицей настолько прочна, что когда она злится, он возвращается в облик чудовища против своей воли. В некотором смысле соперничает с Бигби, в более поздних выпусках их соперничество перерастает во вражду с последствиями.
- Король Коул (King Cowl) — первоначальный мэр и один из основателей Фэйблтауна. Справедливый, мудрый и самоотверженный правитель. Обладает сильными организаторскими и лидерскими качествами. Во время Исхода прятался с другими сказочными существами антропоморфного вида, которых сразу же организовал в сообщество. Пытаясь правильно распределить ресурсы, голодал сам, но досыта кормил остальных. Сильно переживал по поводу своей отставки. Настолько, что стал пить и бродяжничать. Необходимость ведения переговоров со сказочным сообществом арабских стран вынудила Принца обратиться к королю Коулу за помощью и сделать его послом. Это придало ему энтузиазма и вернуло «в строй». Первоисточником персонажа является детский английский стишок
- Бафкин (Bufkin) — библиотекарь Фэйблтауна, один из немногих, кто не был сослан на Ферму, несмотря на свою сказочную внешность. Бафкин — крылатая обезьяна из страны Оз. Обладает беззаботным, наивным характером. Сердобольной Бафкин готов взять чужую вину на себя, и в каждой ситуации искренне хочет помочь. Он вёсел и остроумен, местами трусоват, и очень начитан. Любит алкоголь.
- Мухолов (Flycatcher) — принц из сказки о принце-лягушке. Его настоящее имя — Амброуз, в его честь Бигби и Белоснежка назвали одного из своих сыновей. В Фэйблтауне исполняет общественные работы в качестве уборщика, чему активно способствует Бигби, придумывая ему различные наказания. Тому есть причина: когда он нервничает, он превращается в лягушку, что сыграло с ним злую шутку, когда на Родных Землях армия на его глазах изнасиловала и убила его жену и детей, а он сам, будучи в образе лягушки, ничего не смог сделать. Работа уборщиком помогает ему забыть о том дне. По этой же причине Мухолов не употребляет алкоголь. Мухолов один из всеобщих любимцев Фэйблтауна. Обладает непривлекательной внешностью, но бесконечно добрым и мягким характером. Не уверен в себе, в каждом ищет хорошие качества. Его лучшие друзья — Пастушок и Пиноккио. Также при помощи доспехов Ланцелота Озёрного и Эскалибура становится королём Королевства Пристань.
- Пастушок[англ.] (Boy Blue) — офисный работник Фэйблтауна, милый, наивный юноша, романтичная натура. Во время бегства с Родных Земель познакомился с Красной Шапочкой, в которую влюбился. Именно он раскрыл личность истинного Врага в лице Джепетто. За это (а точнее за несогласованное возвращение на Родные Земли и кражу ценного волшебного имущества) был сослан на исправительные работы на Ферму, где сблизился с Розой. Любит петь песни и дуть в горн, что раздражает окружающих. Очень привязан к своим друзьям, Мухолову и Пиноккио, а также переживал из-за обмана Красной Шапочки.
- Пиноккио (Pinocchio) — один из самых забавных персонажей комикса. Когда Пиноккио попросил Фею превратить его в ребёнка, она поняла его желание слишком буквально — спустя несколько веков Пиноккио остаётся ребёнком, что создаёт ему определённые трудности и выходит на руку Фэйблтауну. Раздражителен и груб, вынужден прибегать к услугам проституток. Во время битвы за Фэйблтаун решает положить конец войне и сдаться армии, которая пришла за ним. Однако этот поступок не увенчается успехом, а заканчивается гибелью Пиноккио. Его лучший друг, Пастушок, возвращается с его «телом» на родные земли и попадает к Джепетто, который возвращает мальчика к жизни. Пиноккио — любимый сын Джепетто, его первенец, и потому он находится в безопасности по обе стороны миров. Пиноккио испытывает противоречивые чувства к войне, с одной стороны он любит отца, с другой стороны он верен друзьям.

## Коллекционные издания

### В мягкой обложке
| №  | Название                             | ISBN               | Дата выхода     | Собранный материал                                       |
| -- | ------------------------------------ | ------------------ | --------------- | -------------------------------------------------------- |
| 1  | Fables: Legends in Exile             | ISBN 1-56389-942-6 | 25 апреля 2003  | Fables #1–5; "A Wolf in the Fold"                        |
| 2  | Fables: Animal Farm                  | ISBN 1-4012-0077-X | 1 августа 2003  | Fables #6–10                                             |
| 3  | Fables: Storybook Love               | ISBN 1-4012-0256-X | 1 мая 2004      | Fables #11–18                                            |
| 4  | Fables: March of the Wooden Soldiers | ISBN 1-4012-0222-5 | 30 ноября 2004  | The Last Castle; Fables #19–21, 23–27                    |
| 5  | Fables: The Mean Seasons             | ISBN 1-4012-0486-4 | 30 апреля 2005  | Fables #22, 28–33                                        |
| 6  | Fables: Homelands                    | ISBN 1-4012-0500-3 | 27 января 2006  | Fables #34–41                                            |
| 7  | Fables: Arabian Nights (and Days)    | ISBN 1-4012-1000-7 | 5 июля 2006     | Fables #42–47                                            |
| 8  | Fables: Wolves                       | ISBN 1-4012-1001-5 | 20 декабря 2006 | Fables #48–51                                            |
| 9  | Fables: Sons of Empire               | ISBN 1-4012-1316-2 | 13 июня 2007    | Fables #52–59                                            |
| 10 | Fables: The Good Prince              | ISBN 1-4012-1686-2 | 4 июня 2008     | Fables #60–69                                            |
| 11 | Fables: War and Pieces               | ISBN 1-4012-1913-6 | 19 ноября 2008  | Fables #70–75                                            |
| 12 | Fables: The Dark Ages                | ISBN 1-4012-2316-8 | 11 августа 2009 | Fables #76–82                                            |
| 13 | Fables: The Great Fables Crossover   | ISBN 1-4012-2572-1 | 9 февраля 2010  | Fables #83–85, Jack of Fables #33–35 и The Literals #1–3 |
| 14 | Fables: Witches                      | ISBN 1-4012-2880-1 | 7 декабря 2010  | Fables #86–93                                            |
| 15 | Fables: Rose Red                     | ISBN 1-4012-3000-8 | 11 апреля 2011  | Fables #94–100; "Pinocchio's Army"                       |
| 16 | Fables: Super Team                   | ISBN 1-4012-3306-6 | 14 декабря 2011 | Fables #101–107                                          |
| 17 | Fables: Inherit the Wind             | ISBN 1-4012-3516-6 | 10 июля 2012    | Fables #108–113                                          |
| 18 | Fables: Cubs in Toyland              | ISBN 1-4012-3769-X | 22 января 2013  | Fables #114–123                                          |
| 19 | Fables: Snow White                   | ISBN 1-4012-4248-0 | 24 декабря 2013 | Fables #124–129; #114–123                                |
| 20 | Fables: Camelot                      | ISBN 1-4012-4516-1 | 2 сентября 2014 | Fables #130–140                                          |
| 21 | Fables: Happily Ever After           | ISBN 1-4012-5132-3 | 5 мая 2015      | Fables #141–149                                          |
| 22 | Fables: Farewell                     | ISBN 1-4012-5233-8 | 28 июля 2015    | Fables #150; несколько дополнений                        |

### Делюксы
| №  | Название  | ISBN               | Дата выхода      | Собранный материал                                                                              |
| -- | --------- | ------------------ | ---------------- | ----------------------------------------------------------------------------------------------- |
| 1  | Volume 1  | ISBN 1-4012-2427-X | 30 сентября 2009 | Fables #1–10                                                                                    |
| 2  | Volume 2  | ISBN 1-4012-2879-8 | 17 ноября 2010   | Fables #11–18, The Last Castle и A Wolf in the Fold                                             |
| 3  | Volume 3  | ISBN 1-4012-3097-0 | 17 августа 2011  | Fables #19–27                                                                                   |
| 4  | Volume 4  | ISBN 1-4012-3390-2 | 14 декабря 2011  | Fables #28–33, Fables: 1001 Nights of Snowfall                                                  |
| 5  | Volume 5  | ISBN 1-4012-3496-8 | 30 мая 2012      | Fables #34–45                                                                                   |
| 6  | Volume 6  | ISBN 1-4012-3724-X | 20 февраля 2013  | Fables #46–51                                                                                   |
| 7  | Volume 7  | ISBN 1-4012-4040-2 | 10 сентября 2013 | Fables #52–59 and 64                                                                            |
| 8  | Volume 8  | ISBN 1-4012-4279-0 | 5 февраля 2014   | Fables #60–63, 65–69                                                                            |
| 9  | Volume 9  | ISBN 1-4012-5004-1 | 14 октября 2014  | Fables #70–82                                                                                   |
| 10 | Volume 10 | ISBN 1-4012-5521-3 | 19 мая 2015      | Fables #83–85, The Literals #1–3, Jack of Fables #33–35 and Fables: Werewolves of the Heartland |
| 11 | Volume 11 | ISBN 1-4012-5826-3 | 3 ноября 2015    | Fables #86–100                                                                                  |
| 12 | Volume 12 | ISBN 1-4012-6138-8 | 24 мая 2016      | Fables #101–113                                                                                 |
| 13 | Volume 13 | ISBN 1-4012-6449-2 | 21 сентября 2016 | Fables #114–129                                                                                 |
| 14 | Volume 14 | ISBN 1-4012-6856-0 | 18 апреля 2017   | Fables #130–140                                                                                 |
| 15 | Volume 15 | ISBN 1-4012-7464-1 | 22 ноября 2017   | Fables #141–150                                                                                 |

### Компендиумы
| № | Название                 | ISBN                | Дата выхода     | Собранный материал                                                                               |
| - | ------------------------ | ------------------- | --------------- | ------------------------------------------------------------------------------------------------ |
| 1 | Fables: Compendium One   | ISBN 978-1779504548 | 20 октября 2020 | Fables #1-41, Fables: The Last Castle, A Wolf in the Fold, Fables: 1001 Nights of Snowfall       |
| 2 | Fables: Compendium Two   | ISBN 978-1779509444 | 11 мая 2021     | Fables #42-82                                                                                    |
| 3 | Fables: Compendium Three | ISBN 978-1779510358 | 24 августа 2021 | Fables #83-113; Jack of Fables #33-35, The Literals #1-3, Fables: Werewolves of the Heartland #1 |
| 4 | Fables: Compendium Four  | ISBN 978-1779513342 | 21 декабря 2021 | Fables #114-150;                                                                                 |

## Отзывы
На сайте Comic Book Roundup серия имеет оценку 7,8 из 10 на основе 273 рецензий. Джесс Шедин из IGN поставил последнему выпуску 7,9 балла из 10 и написал, что он «завершает серию примерно так, как можно было ожидать, учитывая, насколько расфокусированной она была в последнее время». Ванесса Габриэль из Newsarama поставила последнему выпуску оценку 10 из 10 и отметила, что серию всегда будет приятно перечитать.